# إميريش راث
إميريش راث (بالألمانية: Emmerich Rath)‏ (5 نوفمبر 1883 – 21 ديسمبر 1962) هو رياضيّ تشيكي راحل، مثّل النمسا في الألعاب الأولمبية الصيفية 1908 و1912.

## روابط خارجية
إميريش راث على موقع اللجنة الأولمبية الدولية (الإنجليزية)
- إميريش راث على موقع أوليمبيديا (الإنجليزية)